# Highland Football League 1999–2000
Highland Football League 1999–2000 với chức vô địch thuộc về Keith. Fort William đứng cuối bảng.

## Bảng xếp hạng
| XH | Đội              | Tr | T  | H  | T  | BT | BB  | HS  | Đ  |
| -- | ---------------- | -- | -- | -- | -- | -- | --- | --- | -- |
| 1  | Keith (C)        | 30 | 21 | 3  | 6  | 76 | 38  | +38 | 66 |
| 2  | Fraserburgh      | 30 | 17 | 10 | 3  | 75 | 32  | +43 | 61 |
| 3  | Buckie Thistle   | 30 | 18 | 7  | 5  | 58 | 31  | +27 | 61 |
| 4  | Peterhead        | 30 | 18 | 4  | 8  | 66 | 39  | +27 | 58 |
| 5  | Huntly           | 30 | 15 | 7  | 8  | 69 | 46  | +23 | 52 |
| 6  | Forres Mechanics | 30 | 15 | 7  | 8  | 60 | 42  | +18 | 52 |
| 7  | Clachnacuddin    | 30 | 14 | 6  | 10 | 55 | 37  | +18 | 48 |
| 8  | Cove Rangers     | 30 | 12 | 6  | 12 | 81 | 54  | +27 | 42 |
| 9  | Elgin City       | 30 | 12 | 6  | 12 | 45 | 44  | +1  | 42 |
| 10 | Lossiemouth      | 30 | 12 | 6  | 12 | 52 | 56  | −4  | 42 |
| 11 | Deveronvale      | 30 | 11 | 5  | 14 | 51 | 63  | −12 | 38 |
| 12 | Brora Rangers    | 30 | 9  | 6  | 15 | 53 | 61  | −8  | 33 |
| 13 | Rothes           | 30 | 8  | 5  | 17 | 41 | 52  | −11 | 29 |
| 14 | Wick Academy     | 30 | 6  | 5  | 19 | 36 | 84  | −48 | 23 |
| 15 | Nairn County     | 30 | 3  | 8  | 19 | 24 | 91  | −67 | 17 |
| 16 | Fort William     | 30 | 1  | 5  | 24 | 34 | 107 | −73 | 8  |

Nguồn: Scottish Football Historical Archive - Highland League Final Tables
Quy tắc xếp hạng: 1. Điểm; 2. Hiệu số bàn thắng; 3. Số bàn thắng.
(VĐ) = Vô địch; (XH) = Xuống hạng; (LH) = Lên hạng; (O) = Thắng trận Play-off; (A) = Lọt vào vòng sau. 
Chỉ được áp dụng khi mùa giải chưa kết thúc: 
(Q) = Lọt vào vòng đấu cụ thể của giải đấu đã nêu; (TQ) = Giành vé dự giải đấu, nhưng chưa tới vòng đấu đã nêu.

Bản mẫu:Bóng đá Scotland 1999-2000